# Sören Illman
Sören Arnold Illman, född 12 maj 1943 i Helsingfors, död där 31 oktober 2023, var en finlandssvensk matematiker och professor.
Illman blev student från Nya svenska samskolan och avlade sin Ph.D. vid Princeton år 1972. Sedan början av 1970-talet har han forskat och föreläst vid ett stort antal universitet utanför Finland. Han blev 1975 innehavare av den svenskspråkiga professuren i matematik vid Helsingfors universitet. Han har koncentrerat sin forskning främst på transformationsgrupper, ett område inom topologin.
Sedan 1998 var han ledamot av Finska Vetenskapsakademien.

### Uppslagsverk
- Illman, Sören i Uppslagsverket Finland (webbupplaga, 2012). CC-BY-SA 4.0